# Delphine Réau
Delphine Jeanine Annie Réau nata Racinet (Melun, 19 settembre 1973) è una tiratrice a volo francese, vincitrice di una medaglia d'argento e una di bronzo ai Giochi olimpici in due differenti edizioni: a Sydney 2000 e a Londra 2012.

## Palmarès

### Giochi olimpici
- 2 medaglie:
  - 1 argento (trap a Sydney 2000).
  - 1 bronzo (trap a Londra 2012).

### Campionati mondiali
- 1 medaglia:
  - 1 bronzo (trap a Tampere 1999).

### Campionati europei
- 3 medaglie:
  - 1 oro (trap a Granada 2007).
  - 1 argento (trap a Maribor 2006).
  - 1 bronzo (trap a Belgrado 2011).